# Jedlovské rybníky
Jedlovské rybníky jsou dva rybníky - jižnější Velký a severnější Malý - v Lužických horách, na území okresu Děčín v Ústeckém kraji. Leží v těsném sousedství, vzdáleny od sebe pouhých 100 metrů, v hlubokých lesích pramenné oblasti Chřibské Kamenice v závěru údolí jižně od hory Jedlová, západně od železniční stanice Jedlová na trati z Děčína do Rumburka. Původně byly tyto rybníky tři - třetím byl Rolský rybník (někdy zvaný též Hutní rybník, něm. Rollteich).

## Historie a současnost

### Malý a Velký jedlovský rybník

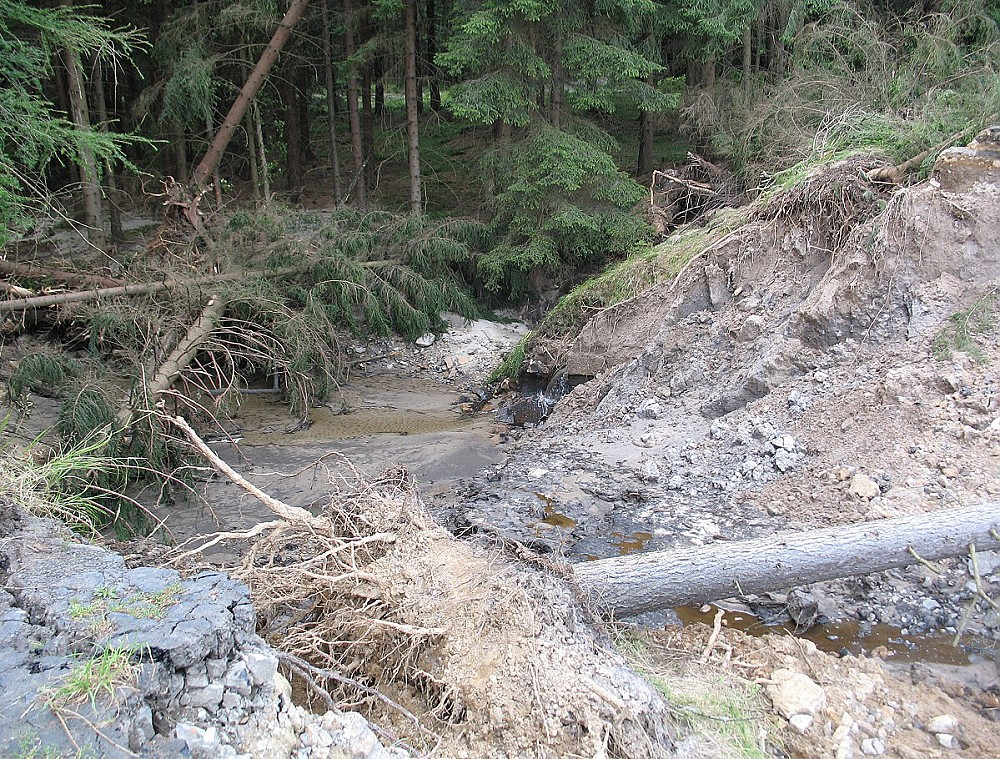
Smrky, vyvrácené vodním přívalem po protržení hráze Malého jedlovského rybníka v srpnu 2010

Dva větší Jedlovské rybníky byly původně vybudovány proto, aby zachycovaly vodu při povodních a jarním tání sněhu. Tento účel však v průběhu staletí nedokázaly vždy splnit.

#### Následky povodní
Například již v roce 1705 se po dlouhých deštích protrhly hráze Jedlovských rybníků a povodňová vlna, která následně zasáhla Chřibskou, měla v tomto městečku pět obětí na životě. Počátkem 21. století byla napřed poškozena hráz Velkého jedlovského rybníka a o několik let později při bleskových povodních, které nastaly po velkých deštích ve dnech 7. a 8. srpna 2010, se protrhla hráz Malého jedlovského rybníka. Oprava této hráze byla dokončena až v říjnu roku 2015.

#### Flóra a fauna
V současnosti rybníky slouží jako vodohospodářské nádrže a je v nich proto zakázáno koupání. Voda v rybnících je studená, kyselá a na živiny chudá. Na březích rybníků však nalezneme pestrá rostlinná společenstva - rašeliniště, podmáčené louky, olšiny či smrčiny i menší porosty ostřic a sítin.

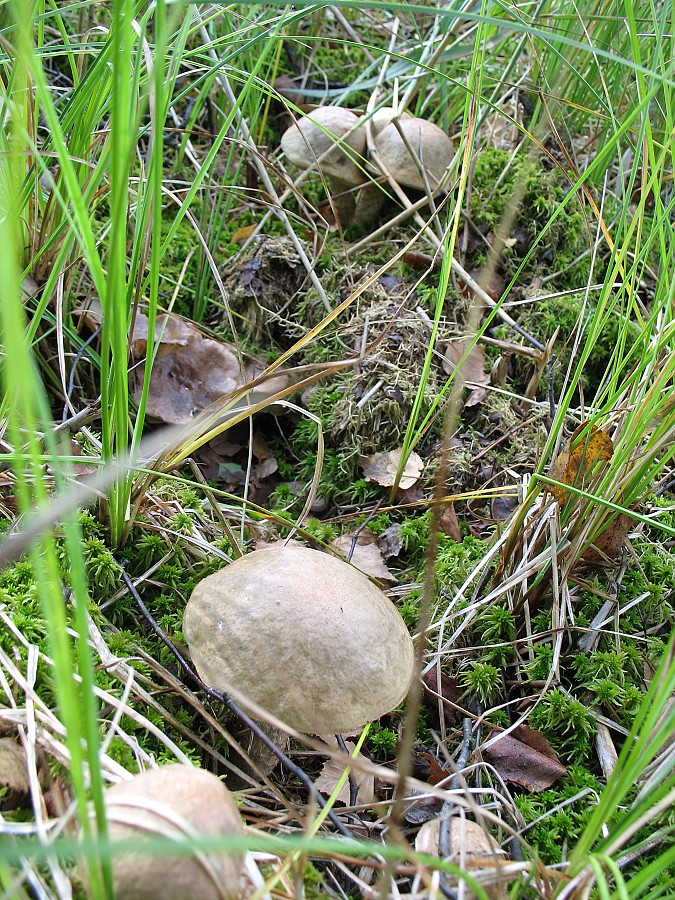
V podmáčených olšinách u břehu roste kozák bílý

Na hladině Velkého jedlovského rybníka lze spatřit kvetoucí plochy leknínu bílého. V porostech kolem rybníků rostou různé druhy hub. Vyskytuje se zde i řada živočichů, například různé druhy vážek či obojživelníků, z nichž je nejrozšířenější skokan hnědý. Na lokalitě jsou evidovány i chráněné druhy živočichů, jako je například vydra říční nebo ledňáček říční.

### Rolský rybník
Třetí z Jedlovských rybníků zvaný Rolský rybník je nyní téměř zarostlý a vyschlý. Nachází se vzdušnou čarou asi 0,5 km na severozápad od nádraží Jedlová, přímo pod ohbím železničního náspu tratě 081. Nazývá se též Hutní rybník, toto jméno je odvozeno od jeho původní funkce. V letech 1680 až 1740 byla v těchto místech v provozu sklářská huť, pro jejíž potřeby byl tento rybník zřízen.

## Přístup
Kolem všech tří rybníků, tj. Rolského, Malého a Velkého jedlovského, vedou cyklotrasy č. 3013 a 3015. Žádná turisticky značená cesta pro pěší k rybníkům nevede, ale od nádraží Jedlová lze snadno dojít k asi 350 m vzdálenému železničnímu přejezdu ve směru na Chřibskou a pak pokračovat zprvu po zmíněné cyklotrase a pak po neznačené lesní cestě k rybníkům. Příjezd automobilem není ani k rybníkům, ani k železniční stanici Jedlová možný, neboť po místních lesních komunikacích je vjezd pro motorová vozidla zakázán. Po spojení několika potoků pod Malým a Velkým jedlovským rybníkem sleduje horní tok Chřibské Kamenice lesní silnička, která vede do Chřibské, avšak z důvodu ochrany nádrže s pitnou vody není tato komunikace v úseku u Chřibské přehrady veřejnosti přístupná. Po necelém kilometru od Velkého jedlovského rybníka ve směru na Kytlici přetíná zmíněné cyklotrasy červeně značená turistická cesta, vedoucí od jedlovského nádraží k rozcestí u Křížového buku a na Studenec.

## Opevnění
V bezprostředním okolí Velkého jedlovského rybníka se v lese na jeho březích nachází několik dobře ukrytých železobetonových pevnůstek lehkého opevnění, tzv. řopíků. Byly součástí obranné linie, vybudované v druhé polovině 30. let 20. století napříč celými Lužickými horami.